# Municipio de Sioux Valley (Dakota del Sur)
El municipio de Sioux Valley (en inglés: Sioux Valley Township) es un municipio ubicado en el condado de Union en el estado estadounidense de Dakota del Sur. En el año 2010 tenía una población de 243 habitantes y una densidad poblacional de 2,22 personas por km².

## Geografía
El municipio de Sioux Valley se encuentra ubicado en las coordenadas 42°52′20″N 96°37′15″O / 42.87222, -96.62083. Según la Oficina del Censo de los Estados Unidos, el municipio tiene una superficie total de 109.35 km², de la cual 109,28 km² corresponden a tierra firme y (0,06 %) 0,06 km² es agua.

## Demografía
Según el censo de 2010, había 243 personas residiendo en el municipio de Sioux Valley. La densidad de población era de 2,22 hab./km². De los 243 habitantes, el municipio de Sioux Valley estaba compuesto por el 92,59 % blancos, el 2,47 % eran afroamericanos, el 1,23 % eran amerindios, el 2,88 % eran de otras razas y el 0,82 % eran de una mezcla de razas. Del total de la población el 4,12 % eran hispanos o latinos de cualquier raza.